# تام دایس
تام دایس (به انگلیسی: Tom Dice) (زاده ۲۵ نوامبر ۱۹۸۹) خواننده بلژیکی است.
او در مسابقه آواز یوروویژن ۲۰۱۰ نماینده بلژیک بود.